# Frans Wiertz

Bischofswappen von Frans Wiertz

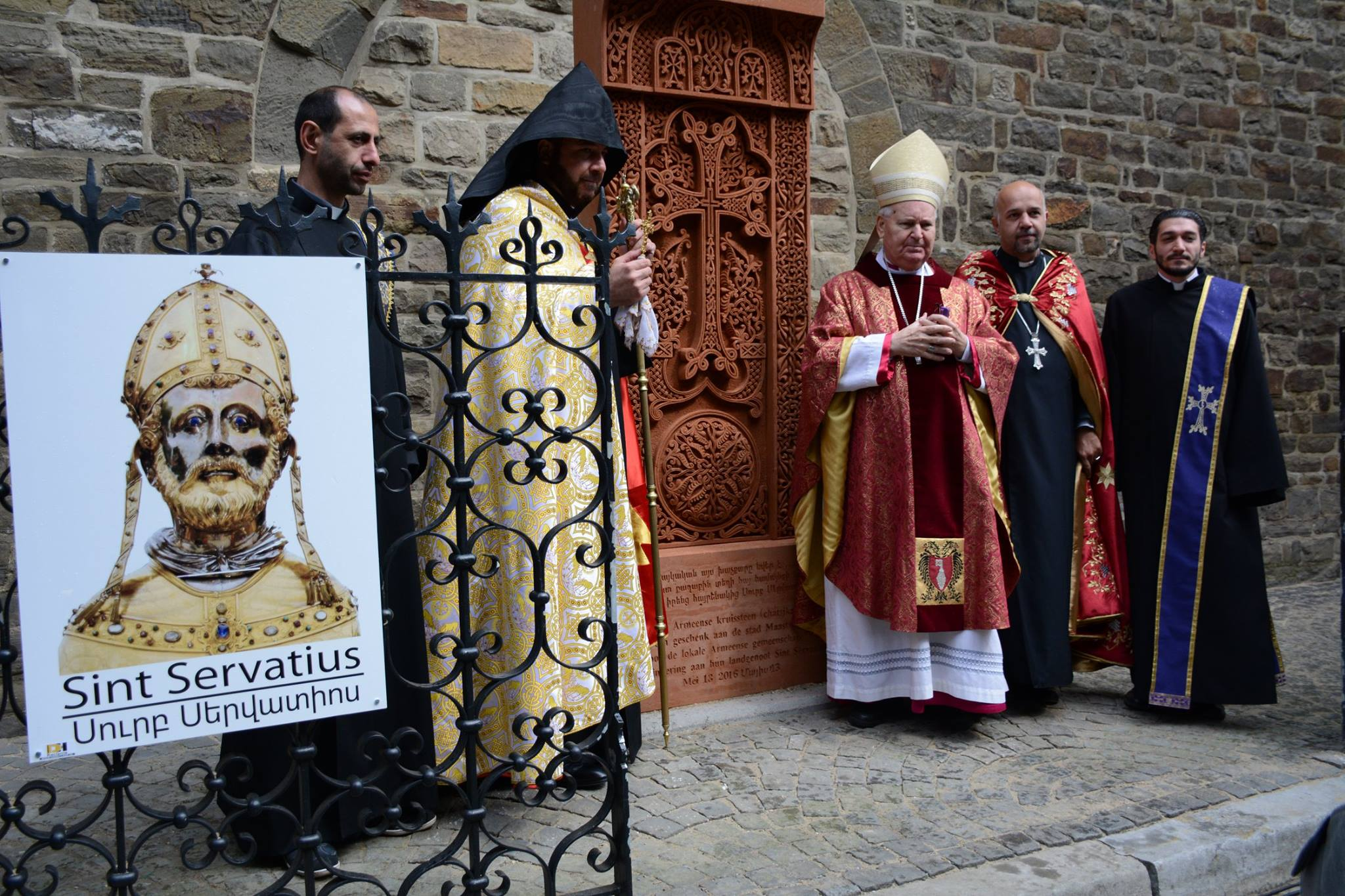
Frans Wiertz (2016)

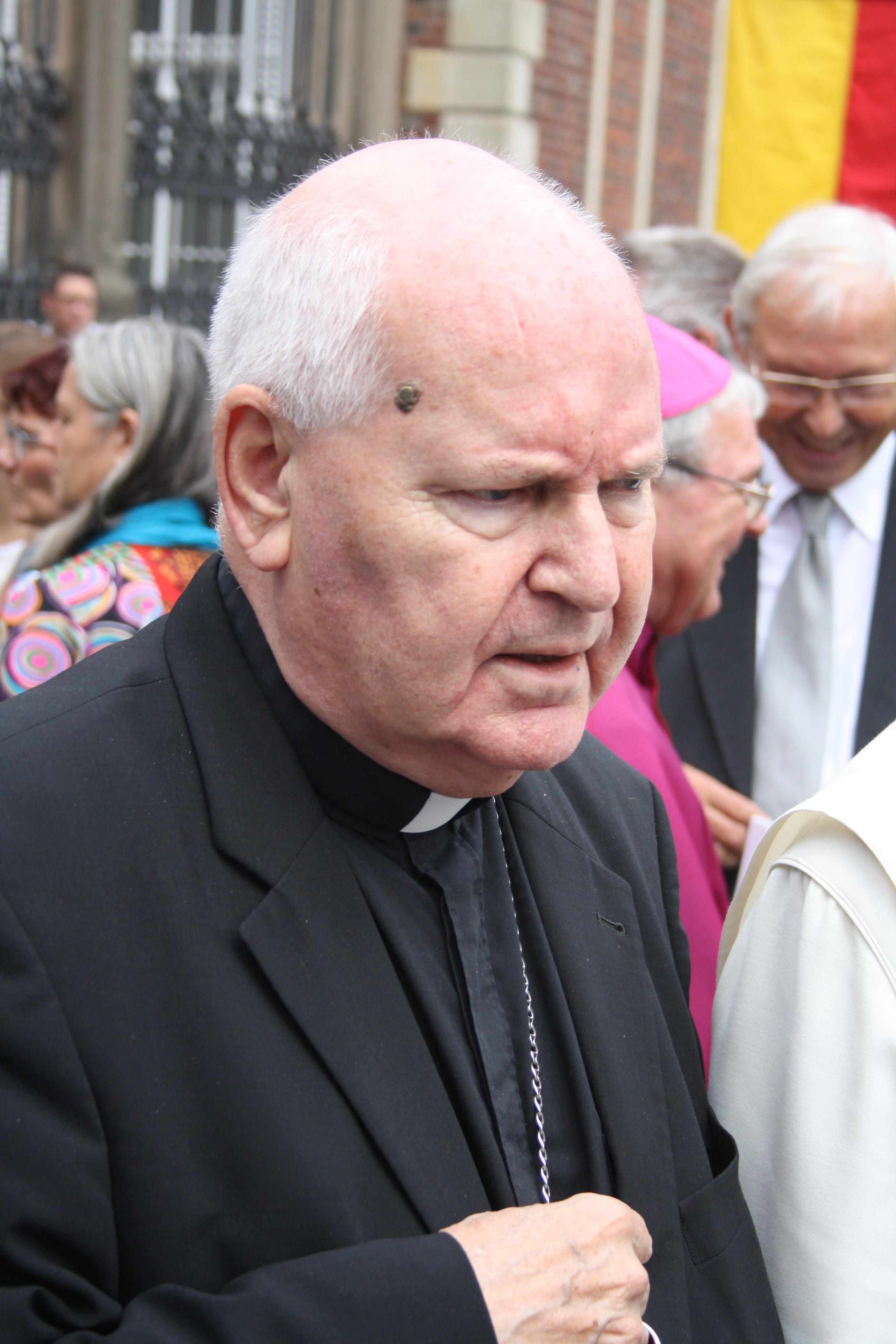
Bischof Frans Wiertz (2017)

Franciscus Jozef Maria Wiertz (* 2. Dezember 1942 in Kerkrade) ist ein niederländischer Geistlicher und emeritierter römisch-katholischer Bischof von Roermond.

## Leben
Frans Wiertz war das älteste von neun Kindern einer bürgerlich-katholischen Familie aus der Kerkrader Mittelschicht. Ab dem 12. Lebensjahr besuchte er das Knabenseminar Rolduc in Kerkrade, wo er auf eine spätere geistliche Laufbahn vorbereitet wurde. Im Jahr 1961 schloss er die Schule mit dem Abitur ab. Er beschloss jedoch, anschließend nicht das Großseminar zu absolvieren, da er sich in jener Lebensphase noch nicht seiner Bestimmung zum Priester sicher war. Stattdessen studierte er zunächst ein Jahr an der Katholischen Universität in Nijmegen, erkannte aber während dieses Jahres, dass er tatsächlich eher der Priesterlaufbahn zugeneigt war. So begann Wiertz 1962 mit dem Besuch des Philosophicums der Diözese, das damals noch auf Kloster Rolduc sein Heim hatte, aber auch in Heerlen Unterricht hielt. Im Jahr 1964 begann Wiertz als Theologiestudent am Großseminar (Priesterseminar) in Roermond. Am 23. September 1967 erhielt er durch den Bischof von Roermond, Petrus Moors, in der Caroluskapel des Großseminars in Roermond die Weihe zum Diakon. Am 30. März 1968 empfing er durch Bischof Petrus Moors in der Kathedrale St. Christoffel in Roermond die Priesterweihe.
Papst Johannes Paul II. ernannte ihn am 10. Juli 1993 zum 23. Bischof von Roermond und damit zum 9. Bischof von Roermond seit der Wiedererrichtung des Bistums im Jahr 1853. Am 25. September 1993 spendete ihm der Erzbischof von Utrecht, Adrianus Kardinal Simonis in der Kathedrale St. Christoffel die Bischofsweihe; Mitkonsekratoren waren der Weihbischof in Roermond, Alphonsus Castermans, und Johannes ter Schure, Bischof von ’s-Hertogenbosch. Sein Wahlspruch lautet: Geef, Heer, liefde en geloof aan uw Kerk (deutsch: „Gib, Herr, Liebe und Glauben an deine Kirche“).
Am 2. Dezember 2017 nahm Papst Franziskus seinen altersbedingten Rücktritt an.